# James B. Donovan

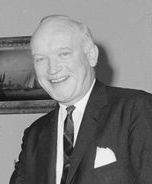
James B. Donovan (1962)

James Britt Donovan (* 29. Februar 1916 in New York; † 19. Januar 1970 ebenda) war ein US-amerikanischer Jurist und Offizier der Navy.
Bekannt wurde er insbesondere als Unterhändler der Vereinigten Staaten beim Austausch des U-2-Piloten Francis Gary Powers gegen den sowjetischen Top-Spion Rudolf Abel und beim Gefangenenfreikauf nach der Invasion in der Schweinebucht.

## Leben
James B. Donovan wurde 1916 in der Bronx als Sohn eines Chirurgen und einer Klavierlehrerin geboren. Nach der Grundschule besuchte er das katholische All Hallows Institute als weiterführende Schule. Ab 1937 studierte er an der Fordham University, wo er sein Bachelor-Examen im Hauptfach Englisch erreichte. Obwohl er zunächst eine Karriere als Journalist anstrebte, begann er auf Wunsch seines Vaters ein Jura-Studium an der Harvard University, das er 1940 mit einem Bachelor of Laws abschloss.
Seine erste Tätigkeit in einer Anwaltskanzlei beendete er 1942, um als Associate General Counsel in das Office of Scientific Research and Development zu wechseln. Von 1943 bis 1945 war er General Counsel im Office of Strategic Services. 1945 wurde er als Assistent des amerikanischen Hauptanklagevertreters Robert H. Jackson zu den Nürnberger Prozessen nach Deutschland berufen. Im Zuge der Vorbereitungen des Prozesses war er als Berater an der Entstehung von Ray Kelloggs Dokumentarfilms The Nazi-Plan beteiligt.
Ab 1950 war Donovan Partner der New Yorker Rechtsanwaltskanzlei Watters, Cowen & Donovan. 1957 verteidigte er den sowjetischen Spion Rudolf Abel, nachdem zahlreiche andere Anwälte das Mandat abgelehnt hatten. Donovan verlor den Prozess, wurde aber vom Chief Justice of the United States Earl Warren öffentlich gelobt, einen solch schwierigen Fall trotz aller Anfeindungen angenommen zu haben. Von 1961 bis 1963 war Donovan Vice President, danach bis 1965 President des New York Board of Education.
1962 verhandelte Donovan mit Unterstützung des CIA-Mitarbeiters Milan C. Miskovsky mit der Sowjetunion über eine Freilassung des Spionagepiloten Francis Gary Powers, die er schließlich im Austausch gegen Rudolf Abel, den er fünf Jahre zuvor in dessen Prozess verteidigt hatte, erreichte. Donovan konnte ebenfalls die Freilassung des in Ostberlin wegen angeblicher Spionage inhaftierten US-Studenten Frederic Pryor verhandeln.
Im Juni desselben Jahres wurde Donovan vom Exilkubaner Pérez Cisneros aufgesucht und um seine Unterstützung bei den Verhandlungen zur Freilassung der 1.113 Gefangenen der fehlgeschlagenen Invasion in der Schweinebucht gebeten. Donovan erklärte sich bereit, kostenfrei für das Komitee der kubanischen Familienangehörigen zu arbeiten.
Wenige Monate später unternahm Donovan die erste von insgesamt 11 Reisen nach Havanna. Die Beziehungen zwischen Kuba und den Vereinigten Staaten waren nach der Invasion auf einem historischen Tiefpunkt. Bei den ersten Begegnungen mit Fidel Castro trat dieser Donovan gegenüber sehr kühl und formal auf. Donovan konnte jedoch schnell Castros Vertrauen gewinnen. Der „Máximo Líder“ lobte den Amerikaner auch dafür, dass dieser während der Verhandlungen seinen erstgeborenen Sohn mit nach Kuba gebracht hatte, was nicht nur angesichts der angespannten Lage sehr ungewöhnlich war.
Die CIA, mit der Donovan weiterhin über Milan C. Miskovsky in Verbindung stand, wollte dieses Vertrauensverhältnis nutzen und Donovan überzeugen, Castro einen mit einem Hautpilz verseuchten Neoprenanzug und einen mit Tuberkulose verseuchten Atemregler zu schenken (siehe auch Operation Mongoose), was Donovan aber ablehnte. Er schenkte Castro stattdessen eine eigene Tauchausrüstung.
Zu Weihnachten 1962 erreichte Donovan schließlich die Freilassung der Gefangenen im Austausch gegen eine Lieferung von Medikamenten und Nahrungsmitteln im Wert von 53 Mio. US-Dollar. Donovan konnte Castro überzeugen, die dringend benötigten Tauschgüter als ein „Geschenk“ Amerikas an das kubanische Volk zu akzeptieren. Die Idee, den Kubanern Medikamente im Tausch gegen die Gefangenen anzubieten, kam Donovan nach eigener Aussage, weil er eine schmerzhafte Schleimbeutelentzündung mit den in Havanna erhältlichen Medikamenten nicht lindern konnte.
Für seine Verdienste wurde Donovan mit der Distinguished Intelligence Medal ausgezeichnet. Bei der Wahl zum Senat der Vereinigten Staaten 1962 trat er für die Demokratische Partei im Bundesstaat New York an, verlor aber gegen den republikanischen Amtsinhaber Jacob K. Javits.
1964 erschien Donovans erstes Buch Strangers on a Bridge, The Case of Colonel Abel. 1967 folgte Challenges: Reflections of a Lawyer-at-Large.
In seinen letzten beiden Lebensjahren war Donovan President des Pratt Institute. Er starb am 19. Januar 1970 im Methodist Hospital seiner Geburtsstadt New York an einem Herzinfarkt.
Aus seiner 1941 geschlossenen Ehe mit Mary E. McKenna gingen ein Sohn und drei Töchter hervor.

## Rezeption
Im Fernsehfilm Der Fall Gary Powers aus dem Jahr 1976 übernahm James Gregory die Rolle des Donovan.
2006 veröffentlichte Philip J. Bigger eine Biographie Donovans unter dem Titel Negotiator: The Life and Career of James B. Donovan.
Im Jahr 2015 verfilmte Steven Spielberg Donovans Rolle beim Gefangenenaustausch seines ehemaligen Mandanten Rudolf Abel unter dem Titel Bridge of Spies – Der Unterhändler. Die Hauptrolle übernahm Tom Hanks.

## Werke
- Strangers on a Bridge, The Case of Colonel Abel. Atheneum, 1964, ISBN 978-1-299-06377-8 (in deutscher Sprache vorliegend als Der Fall des Oberst Abel, Scheffler, 1965)
- Challenges: Reflections of a Lawyer-at-Large. Atheneum, 1967 (mit einem Vorwort von Erwin Griswold)